# CA-834
La CA-834 es una carretera autonómica de Cantabria perteneciente a la Red Local y que sirve de acceso a la población de La Quintana.

## Nomenclatura

Indicador

Su nombre está formado por las iniciales CA, que indica que es una carretera autonómica de Cantabria, y el dígito 834 es el número que recibe según el orden de nomenclaturas de las carreteras de la comunidad autónoma. La centena 8 indica que se encuentra situada en el sector comprendido entre la carretera nacional N-634 al norte, el límite provincial al oeste y sur, y la carretera nacional N-611 al este.

## Historia
La actual carretera se compone de un tramo de la antigua carretera S-204, identificado como S-204-8, y de todo el recorrido de la carretera S-210.

## Trazado
Tiene su origen en la intersección con la CA-284 situada a 4 km del núcleo de Mataporquera y su final en el límite provincial con Palencia donde enlaza con la carretera PP-2208, dependiente de la Diputación Provincial de Palencia, que continúa hasta Cordovilla de Aguilar. La vía discurre en su totalidad por el término municipal de Valdeolea con un recorrido de 5,4 kilómetros.
La carretera transcurre al pie de la Peña Siete Cruces y del monte Quintana en un tramo en el que enlazan los accesos a los núcleos de La Cuadra y Las Quintanillas para, a continuación, atravesar la población de La Quintana. A partir de este punto, asciende hasta el collado situado entre el monte Quintana y la Peña Tabla pasando de la cuenca del arroyo de las Quintanillas a la del río Valberzoso, sobre el cruza antes de alcanzar el límite provincial y final de la carretera enlazando con la carretera PP-2008.
Su inicio se sitúa a una altitud de 938 m s. n. m. y el fin de la vía está situada a 1.001 m s. n. m. El punto más alto de la carretera se sitúa en el collado a una cota de 1.017 m s. n. m. desde donde se desciende hasta el paso sobre el río Valberzoso a la cota 979 m s. n. m.
La carretera tiene dos carriles, uno para cada sentido de circulación, y una anchura total de 4,5 metros sin arcenes.
El sendero PR-S 35 Ruta de Las Henestrosas a Mercadillo y la etapa 3 Aguilar de Campoo - Mercadillo - Reinosa del sendero GR-73 La Calzada de los Blendios transitan desde el límite provincial hasta el collado, en sentido contrario al de la carretera. Los senderos PR-S 35 y PR-S 61 Ruta de los menhires cruzan la carretera en La Quintana y a la altura del acceso a La Cuadra, respectivamente.

## Actuaciones
El IV Plan de Carreteras contempla la ampliación de sección de la carretera a 5,0 metros sin arcenes. El posterior Plan de Gestión Integral de Infraestructuras de Cantabria 2014-2021 contempla la mejora de plataforma y refuerzo de firme de esta vía.

## Transportes
No hay líneas de transporte público que recorran la carretera CA-834.

## Recorrido y puntos de interés
En este apartado se aporta la información sobre cada una de las intersecciones de la CA-834 así como otras informaciones de interés.
| Esquema             | PK  | Sentido Cordovilla de Aguilar (Palencia) (creciente) | Sentido Cordovilla de Aguilar (Palencia) (creciente) | Sentido Cordovilla de Aguilar (Palencia) (creciente) | Sentido Cordovilla de Aguilar (Palencia) (creciente)            | Sentido CA-284 (decreciente)                                 | Sentido CA-284 (decreciente)  | Sentido CA-284 (decreciente) | Sentido CA-284 (decreciente) | Incidencias   |
| Esquema             | PK  | Velocidad                                            | Elemento                                             | Salida                                               | Salida                                                          | Salida                                                       | Salida                        | Elemento                     | Velocidad                    | Incidencias   |
| Esquema             | PK  | Velocidad                                            | Elemento                                             | Dir.                                                 | Nombre                                                          | Nombre                                                       | Dir.                          | Elemento                     | Velocidad                    | Incidencias   |
| ------------------- | --- | ---------------------------------------------------- | ---------------------------------------------------- | ---------------------------------------------------- | --------------------------------------------------------------- | ------------------------------------------------------------ | ----------------------------- | ---------------------------- | ---------------------------- | ------------- |
|                     | 0,0 |                                                      |                                                      |                                                      | CA-834 LA CUADRA AGUILAR DE CAMPOO LAS QUINTANILLAS LA QUINTANA | CA-284 MATAMOROSA REINOSA                                    |                               |                              |                              |               |
| CA-284 MATAPORQUERA | 0,0 |                                                      |                                                      |                                                      | CA-834 LA CUADRA AGUILAR DE CAMPOO LAS QUINTANILLAS LA QUINTANA |                                                              |                               |                              |                              |               |
|                     | 0,3 |                                                      |                                                      |                                                      | LA CUADRA                                                       | LA CUADRA                                                    |                               |                              |                              | PR-S 61       |
|                     | 1,1 |                                                      |                                                      | Arroyo de las Quintanillas                           | Arroyo de las Quintanillas                                      | Arroyo de las Quintanillas                                   | Arroyo de las Quintanillas    |                              |                              |               |
|                     | 1,4 |                                                      |                                                      |                                                      | LAS QUINTANILLAS                                                | LAS QUINTANILLAS                                             |                               |                              |                              |               |
|                     | 2,2 |                                                      |                                                      | LA QUINTANA                                          | LA QUINTANA                                                     | LA QUINTANA                                                  | LA QUINTANA                   |                              |                              | PR-S 35       |
|                     | 2,6 |                                                      |                                                      | LA QUINTANA                                          | LA QUINTANA                                                     | LA QUINTANA                                                  | LA QUINTANA                   |                              |                              |               |
|                     | 3,0 |                                                      |                                                      |                                                      | LAS HENESTROSAS BERCEDO CUENA Iglesia de Santa María la Real    | LAS HENESTROSAS BERCEDO CUENA Iglesia de Santa María la Real |                               |                              |                              |               |
|                     | 3,7 |                                                      |                                                      |                                                      |                                                                 |                                                              |                               |                              |                              | PR-S 35 GR-73 |
|                     | 4,3 |                                                      |                                                      | Río Valberzoso                                       | Río Valberzoso                                                  | Río Valberzoso                                               | Río Valberzoso                |                              |                              | PR-S 35 GR-73 |
|                     | 5,4 |                                                      |                                                      | Continúa en carretera PP-2008                        | Continúa en carretera PP-2008                                   | Continúa en carretera PP-2008                                | Continúa en carretera PP-2008 |                              |                              | PR-S 35 GR-73 |